# Закон про «корабельні гроші»
Закон про «корабельні гроші» (англ. Ship money) — введений в Англії у 1634 році Карлом I закон, своєю дією спрямований на розвиток будівництва флоту. За цим законом прибережні міста, що постачали раніше судна для королівського флоту, зобов'язувались вносити замість цього гроші до державної скарбниці, на які будувала та знаряджала судна вже сама держава. Цей захід було спричинено постійним ухилянням прибережних міст і вкрай поганою якістю суден, які вони постачали. Закон було проведено без згоди парламенту, і це дало привід для заворушень, які згодом призвели до повстання проти короля та його страти.
Завдяки закону в Англії було створено деякі найважливіші типи суден. За час царювання Карла I було збудовано 40 кораблів, з них 6 — 100-гарматних. Серед них був збудований за 21 місяць у 1636—1637 роках суднобудівником Петтом лінійний корабель Sovereign of the Seas водотоннажністю у 1520 тонн.